# 植田辰哉
植田辰哉（日語：うえた たつや，英語：UETA Tatsuya，1964年7月25日—）是原日本排球運動員（曾任日本男排隊長）、教練員，曾擔任日本男排總教練，並在2008年帶領日本男排睽違16年重返奧運賽場。2013年回到母校大阪商業大學擔任特任教授至今。

## 經歷
大阪商業大學附屬高等學校（現大阪商業大學高等學校）畢業後進入大阪商業大學，在學期間的1985年入選國家隊。1987年大學畢業，並進入新日鐵，在日本排球聯賽的首個賽季拿到了新人賞，之後連續5年都獲得了最佳六人。

日本代表期間，作為隊長出賽1992巴塞隆納奧運，並隨隊獲得第6名的成績。
退役之後，1999年擔任新日鐵總教練、2003年擔任日本青年隊總教練、2004年就任日本男排總教練。

### 擔任國家隊總教練期間
2004年，日本在資格賽敗退，無緣雅典奧運，時任總教練田中幹保及教練團總辭，植田辰哉暫定接任日本男排總教練，並在2005年正式就任。植田帶兵風格鮮明、紀律嚴謹，禁止隊員染髮、每次開始練習之前一定要「起立、立正、敬禮」，練習中也不能喝水，相當嚴格，但後來在營養師的建議下調整了做法。同年的亞洲排球錦標賽，日本睽違10年再度取得冠軍。

2006年的世界排球錦標賽，日本紀1982年獲得第4以來，睽違24年再度闖進該賽事八強，最終以第8名坐收。同年的杜哈亞運則獲得第5名。

2008年6月，北京奧運的亞洲暨世界區最終資格賽在日本展開，最終日本以亞洲排名第一的身分取得奧運入場券，這是1992巴塞隆納奧運以來日本時隔16年再度打進奧運會，然而在北京奧運中，日本小組賽全敗，沒有能夠突破小組賽。

北京奧運過後，包含阿根廷的Julio Velasco等多人都想爭取日本男排主帥的位子，但最終還是由植田辰哉繼續執掌兵符。

2009年，日本男排取得亞錦賽冠軍，並在大冠軍盃取得銅牌，這是日本睽違32年在國際主要大賽中再度站上頒獎台。

2010年，日本男排在世錦賽第二輪敗退，同年的廣州亞運則睽違16年再度拿到金牌。

2012年，在倫敦奧運最終資格賽當中取得第4（亞洲第3）而無緣連續兩屆站上奧運賽場。隨後植田辰哉向日本排協提出請辭，日本排協以任期尚未結束（到2013年3月）為由，希望植田繼續待在第一線協助球隊，然而2012年亞洲盃時，植田是以經理的身分隨行。之後的世界排球聯賽資格賽，諸隈直樹代行總教練職務。